# مارموت شکم‌زرد
مارموت شکم‌زرد (Marmota flaviventris) گونه‌ای مارموت است که در کوهستان راکی و سیرانوادا در کالیفرنیا زندگی می‌کند. این پستاندار فعالیت روزانه دارد و شب‌ها می‌خوابد. مارموت شکم‌زرد همه‌چیزخوار است و از برگ، گل، علف، حبوبات، میوه، ملخ و تخم حیوانات تغذیه می‌کند.